# Hymenostomum latifolium
Hymenostomum latifolium là một loài rêu trong họ Pottiaceae. Loài này được Nog. mô tả khoa học đầu tiên năm 1937.